# Sta. Niña
Sta. Niña (Santa Niña) è un film del 2012 diretto da Emmanuel Quindo Palo.
La pellicola è stata in concorso per la categoria New Breed Full Length Feature al Cinemalaya 2012.

## Trama
Dopo che una valanga di fango vulcanico aveva ricoperto una città di Pampanga, Pol e i suoi colleghi di lavoro decidono di dissotterrare i resti di Marikit, figlia morta da diverso tempo all'età di due anni. Per loro grande sorpresa il corpo è ancora perfettamente intatto: molta gente del luogo considera il fenomeno come un miracolo e diversi credenti iniziano a radunarsi giornalmente presso la casa di Pol per ricevere da benedizione di Marikit e guarire dalle loro malattie. Poiché queste persone iniziano effettivamente a guarire dopo la loro visita, Pol inizierà un lungo appello per richiedere la canonizzazione della bimba. L'esumazione della salma di Marikit rievoca problemi irrisolti nella vita di molte persone.

## Riconoscimenti
- 2012 - Gawad Urian Awards
  - Miglior attrice non protagonista ad Alessandra De Rossi
- 2013 - Golden Screen Awards
  - Miglior attrice non protagonista ad Anita Linda
- 2013 - ASEAN International Film Festival and Awards
  - Miglior film drammatico
  - Miglior regista ad Emmanuel Quindo Palo
  - Miglior attrice ad Alessandra de Rossi
  - Miglior attrice non protagonista ad Anita Linda
- 2012 - International Film Festival di Kerala[1][2]
  - Golden Crow Pheasant Award per il Miglior film o Suvarna Chakoram
- 2012 - 2012 Cinemalaya Philippine Independent Film Festival [3]
  - Miglior attrice non protagonista ad Anita Linda